# Alfred Newman
Alfred Newman (født 17. marts 1901, død 17. februar 1970) var en amerikansk komponist, der hovedsageligt skrev musik til film. Han var gift med Martha Montgomery fra 1947 indtil sin død.
Han vandt 9 Oscars, bl.a for musikken til Camelot, Kongen og jeg og Tin Pan Alley.